# Sergei Tiviakov
Sergei Tiviakov (en russe : Сергей Тивяков, Sergueï Tiviakov), né le 14 février 1973 à Krasnodar, Russie) est un grand maître russe puis néerlandais du jeu d'échecs. Il est installé aux Pays-Bas depuis 1998.
Au 1er juillet 2018, il est le 221e joueur mondial et le no 9 néerlandais avec un classement Elo de 2 583 points. Il avait atteint 2 699 points en octobre 2005.

## Biographie et carrière

### Compétitions de jeunes
Tiviakov est champion du monde des moins de 16 ans en 1989, puis champion du monde des moins de 18 ans en 1990 et médaille de bronze au championnat du monde d'échecs junior de 1991.

### Candidat au championnat du monde PCA
En 1993, lors du tournoi de Groningue,  il finit à la troisième-septième place ex æquo et se qualifie pour le tournoi des candidats au championnat du monde PCA. En 1994, il est éliminé par Michael Adams en quart de finale des candidats après un départage en parties rapides (4-4 après les parties longues).

### Championnats du monde et coupes du monde organisées par la Fédération internationale
Après 1994, Tiviakov a participé : au championnat du monde de  la Fédération internationale des échecs en 1997 à Groningue, en 1999 à Las Vegas, en 2001 à Moscou et en  2004 à Tripoli en Libye.
Il participa à la coupe du monde d'échecs en 2005, 2007 et 2009.
| Année | Lieu                             | Résultat       | Ultime adversaire      | Adversaires battus           |
| ----- | -------------------------------- | -------------- | ---------------------- | ---------------------------- |
| 1997  | Groningue                        | troisième tour | Michael Adams          | Eduardas Rozentalis          |
| 1999  | Las Vegas                        | deuxième tour  | Vladimir Kramnik       | Dmitry Gurevich              |
| 2001  | Moscou                           | deuxième tour  | Ruslan Ponomariov      | Larry Christiansen           |
| 2004  | Tripoli                          | deuxième tour  | Liviu-Dieter Nisipeanu | Gabriel Sargissian           |
| 2005  | Khanty-Mansiïsk (coupe du monde) | troisième tour | Konstantin Sakaïev     | Slim Belkhodja Oleg Korneïev |
| 2007  | Khanty-Mansiïsk (coupe du monde) | deuxième tour  | Wang Yue               | Surya Ganguly                |
| 2009  | Khanty-Mansiïsk (coupe du monde) | premier tour   | Eduardo Iturrizaga     |                              |

### Tournois individuels
Parmi ses succès en tournoi, on peut noter :
- la victoire à l'open du mémorial Alekhine de Moscou en 1992 ;
- une deuxième place au tournoi de Wijk aan Zee 1994 ;
- une troisième place à Wijk aan Zee en 1995 ;
- deux victoires au tournoi B de Wijk aan Zee (en 1995 et 2000) ;
- deux victoires à Copenhague (Coupe Politiken, en 2002 et 2008) ;
- la victoire au tournoi d'échecs de Hoogeveen 2009 ;
- la victoire au mémorial Kérès rapide à Tallinn en 2015.

### Série d'invincibilité (2004-2005)
Tiviakov revendique une série de 110 parties lentes sans aucune défaite réalisée en l'espace de onze mois entre 2004 et 2005, un record également revendiqué par le grand maître croate Bogdan Lalić.

### Triple champion des Pays-Bas
Tiviakov remporte le championnat des Pays-Bas en 2006, 2007 et 2018.

### Champion d'Europe
En  2008, il devient champion d'Europe individuel (à noter cependant de nombreux joueurs parmi les meilleurs européens ne participaient pas à la compétition).

### Compétitions par équipe
Avec la Russie, Tiviakov remporta la médaille d'or par équipe lors de l'Olympiade d'échecs de 1994. Il était échiquier de réserve (remplaçant) et marqua 6,5 points sur 9. Depuis les années 2000, il représente les Pays-Bas lors des olympiades : de 2000 à 2006 et, après une interruption, depuis 2014.
Avec les Pays-Bas, il a remporté deux médailles d'or par équipe lors des championnats d'Europe par équipes (en 2001 et 2005) ainsi que la médaille d'or individuelle au troisième échiquier en 2001.